# Xã Braceville, Quận Trumbull, Ohio
Xã Braceville (tiếng Anh: Braceville Township) là một xã thuộc quận Trumbull, tiểu bang Ohio, Hoa Kỳ. Năm 2010, dân số của xã này là 2.856 người.